# Institut national des postes et télécommunications
L'Institut national des postes et télécommunications (INPT) (en arabe : المعهد الوطني للبريد و المواصلات, en amazighe : ⴰⵙⵉⵏⴰⴳ ⴰⵏⴰⵎⵓⵔ ⵏ ⵜⵙⴰⵡⴰⵢⵜ ⴷ ⵓⵎⵢⴰⵡⴰⴹ), situé à Rabat, capitale administrative du Maroc, est l'une des grandes écoles d’ingénieurs marocaines. Elle est attachée à l'ANRT et offre une formation polyvalente dans le domaine des technologies de l'information et de la communication. Depuis 2008, l'Institut est membre de la Conférence des grandes écoles françaises (CGE), elle est souvent appelée Télécom Rabat en association avec les noms des écoles similaires en France (Télécom Paris, Télécom Sud-Paris, Télécom Bretagne).

## Présentation
L'Institut a été créé en 1961 pour la formation des cadres moyens dans les domaines de la poste, des télécoms et de l’audiovisuel.
En 1979, il a été érigé en tant qu'établissement d'enseignement supérieur et, en 1991, sous l'effet du développement de la demande du secteur des TIC en ressources, il a introduit un cycle d'ingénieurs.
Sur le plan statutaire, il était attaché à l'ex-ONPT en 1984. Avec l'adoption de la loi 24-96, l'école a été rattachée à l'Agence nationale de réglementation des télécommunications (ANRT).
Actuellement, une formation de haute qualité en informatique et télécommunications y est dispensée.

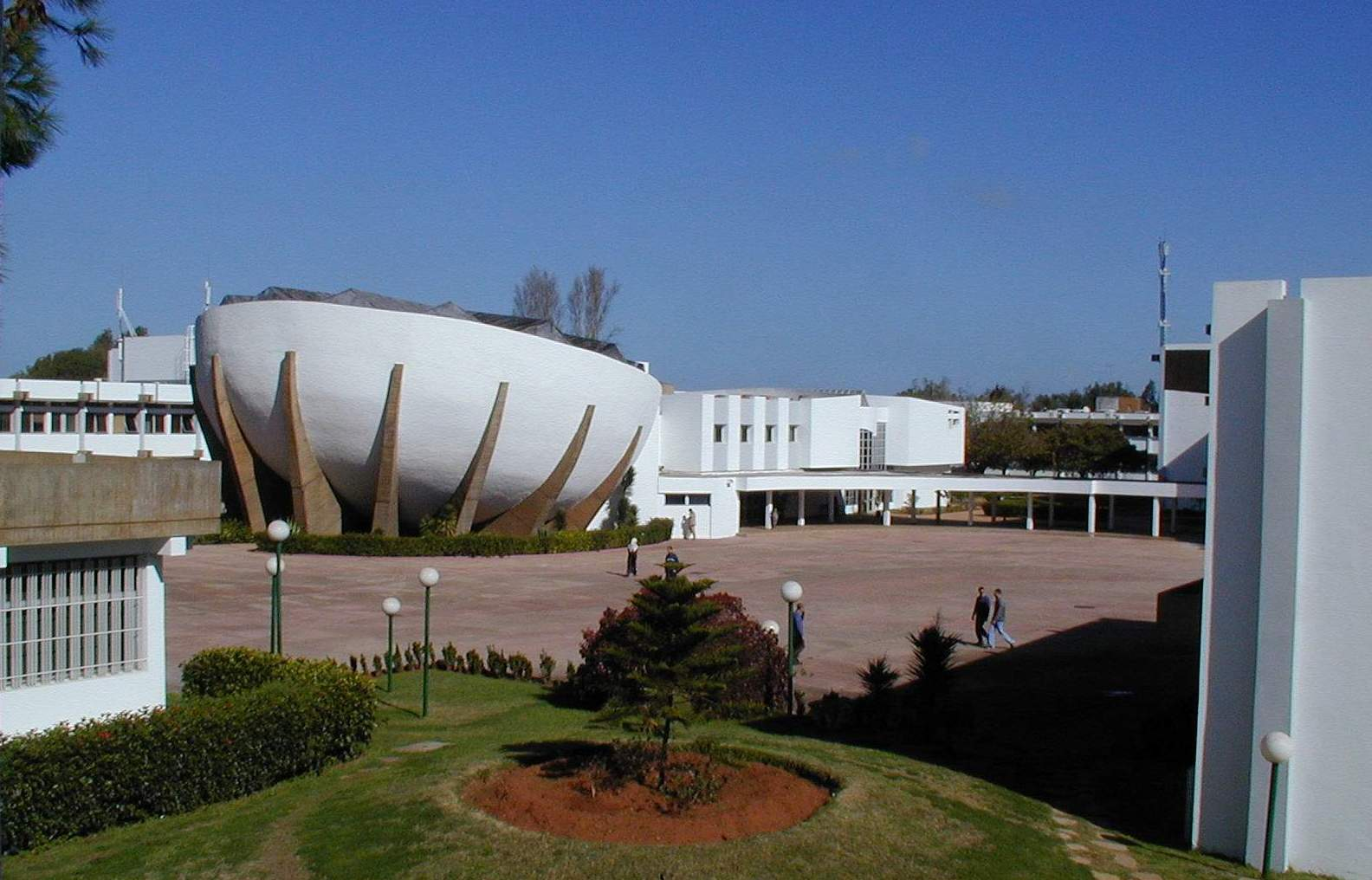
Vue du grand amphi.
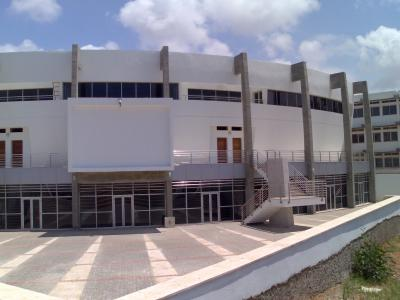
La nouvelle extension.
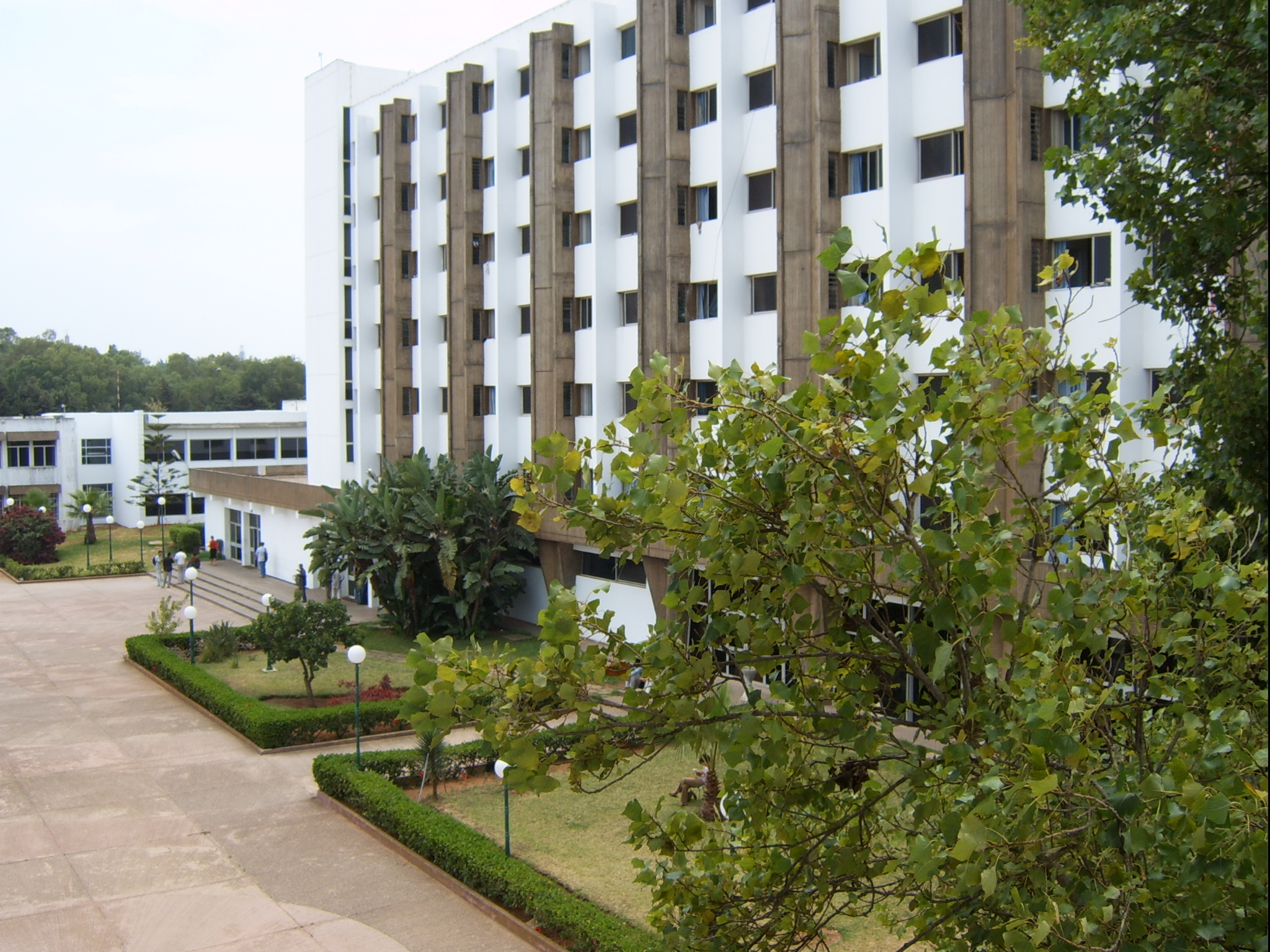
L'internat des étudiants.
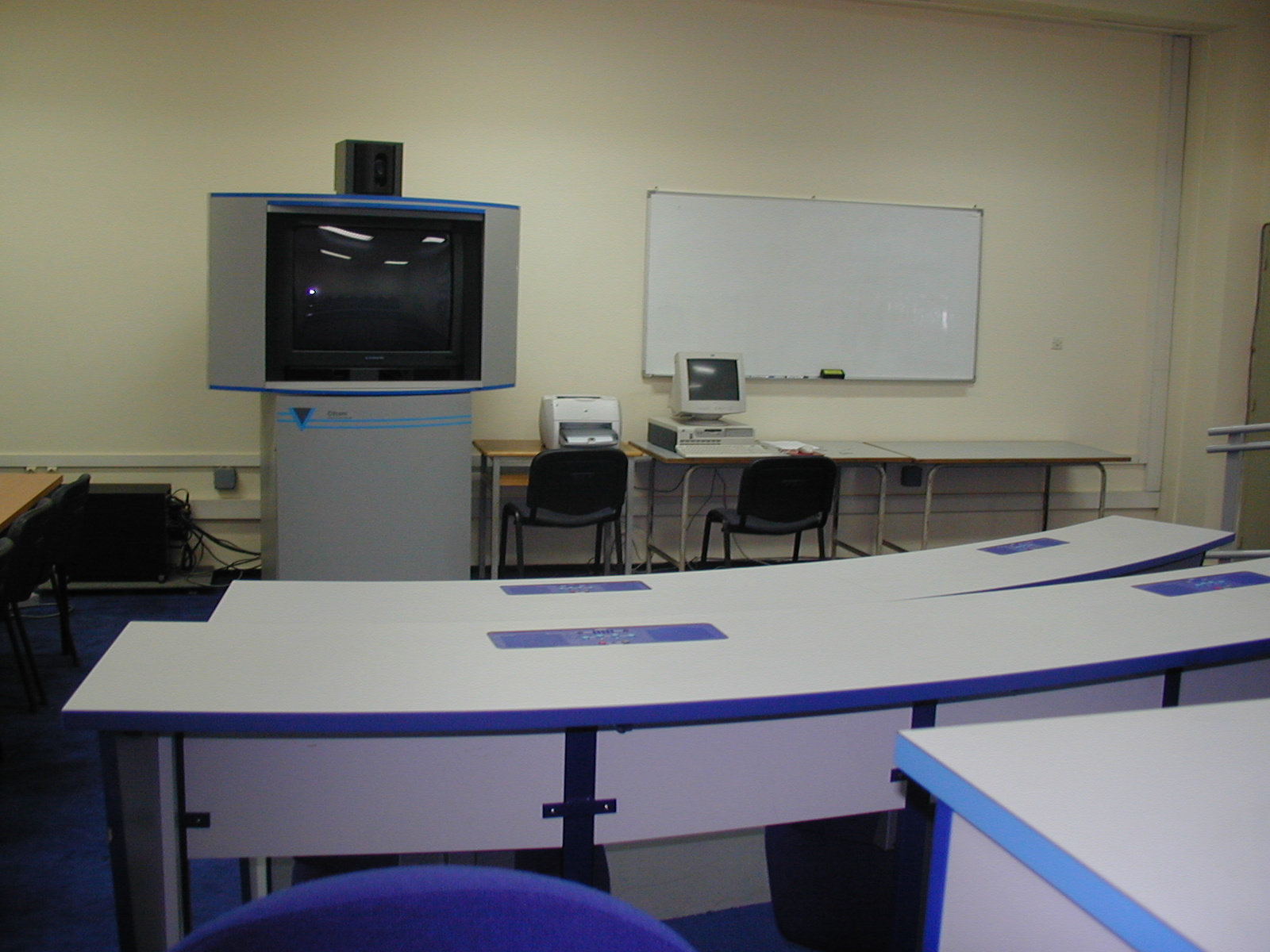
Salle de visioconférence.

## Missions
L'INPT a pour mission principale la formation d'ingénieurs et de cadres supérieurs dans le domaine des hautes technologies de l'information et de communication. Accompagnant les mutations que connaît aujourd'hui le secteur des télécommunications, notamment sa libéralisation et son ouverture à la concurrence et à la participation du privé, et pour pouvoir doter ce dernier de compétences hautement qualifiées, il a mis en œuvre plusieurs actions qui tournent autour de trois grands axes :
- un cycle d'ingénieurs d'État qui s'articule autour d'une formation scientifique et technique de haut niveau avec le développement des capacités d'adaptation, d'initiative et d'innovation de l'élève ingénieur ;
- une école doctorale depuis 2012 ;
- une formation continue au diapason des besoins du secteur.

Pour pouvoir accomplir ces missions, l'Institut s'appuie sur un corps professoral permanent d'enseignants-chercheurs et de formateurs, ainsi que sur un réseau de vacataires du monde universitaire et des professionnels du secteur des technologies de l'information. Dans ce cadre, il dispose également d'un ensemble de laboratoires équipés de matériel didactique et professionnel constamment actualisé, et d'un réseau informatique à la pointe du progrès reliant ses différents laboratoires et salles.

## Formation

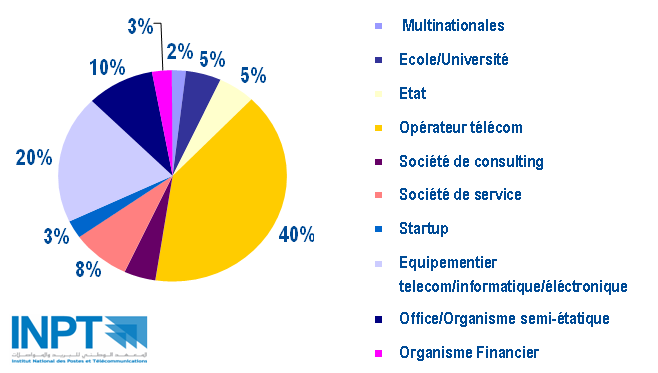
Répartition des lauréats en 2003

La formation d’ingénieurs est le métier de base de l’INPT. L’Institut a acquis, depuis la mise en place du cycle d’ingénieurs d’État, une expérience indéniable et reconnue en matière d’ingénierie pédagogique. En effet, il a participé à maintes reprises à la mise en place de programmes pour de nouveaux établissements de formation, tant sur le plan national qu’international. De plus, il ne ménage aucun effort afin d'accroître l'effectif et la qualité de ses élèves ingénieurs.
À ce titre, l’effectif des élèves-ingénieurs a connu une augmentation notable. Il est appelé à  passer dans les deux prochaines années à 120 ingénieurs par an pour atteindre 200 ingénieurs par an à partir de 2007.
Les programmes de formation évoluent chaque année afin de s’adapter au plus près à l'évolution du monde des technologies de l’information et des télécommunications, tant sur le plan technique qu'économique et juridique. Dans ce sens, en troisième année, une  nouvelle voie d'approfondissement en composants pour les systèmes de télécommunications a été introduite en 2003 et deux autres voies d’approfondissement, l'une en management des Télécom d'entreprise et l'autre pour chef de projet, l'ont été en 2005. L’enseignement de l’économie et des langues a été revu afin de coller au plus près aux réalités de la mondialisation (le test TOEIC est devenu obligatoire depuis 2004).
Quant à l'insertion des lauréats de l'INPT, elle se fait dans différents types d'entreprises : nationales, internationales, publiques et privées.
Selon un guide publié par La Vie éco (LVE), le taux d'insertion des lauréats de l'Institut s'élève à 68% après 3 mois de l'obtention du diplôme et 98% une année après la graduation en 2016.

## Qualité
La plupart des concours universitaires de programmation organisés à l'échelle nationale sont marqués par la forte présence des disciples de l'Institut (dits Inptistes).
L'INPT est aussi bien représenté aux concours internationaux de programmation, tels que l'Imagine Cup de Microsoft et l'ACM de l'Afrique du Nord et des pays arabes.
Il a été aussi représenté lors du Congrès international des jeunes, organisé par Peace Child International, et du Forum des jeunes Marocains, qui a eu lieu à Casablanca en 2003.
Outre l'association Horizons Télécoms des lauréats de l'Institut, les élèves ingénieurs possèdent plusieurs clubs : l'AEINPT (l'association des étudiants), CIT (Club Informatique et Télécoms), CESE (Club Électronique et Systèmes Embarqués).
L'INPT possède sa Junior-Entreprise : A2S( Actions Services et Solutions). C'est une association à but non lucratif, dont la vocation est de créer des passerelles entre le monde professionnel et les étudiants de l’école.

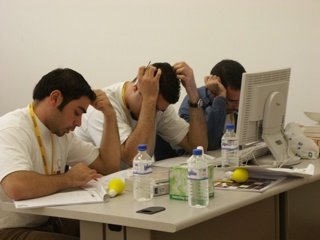
Participation à l'ACM au Koweït (région ANARC).
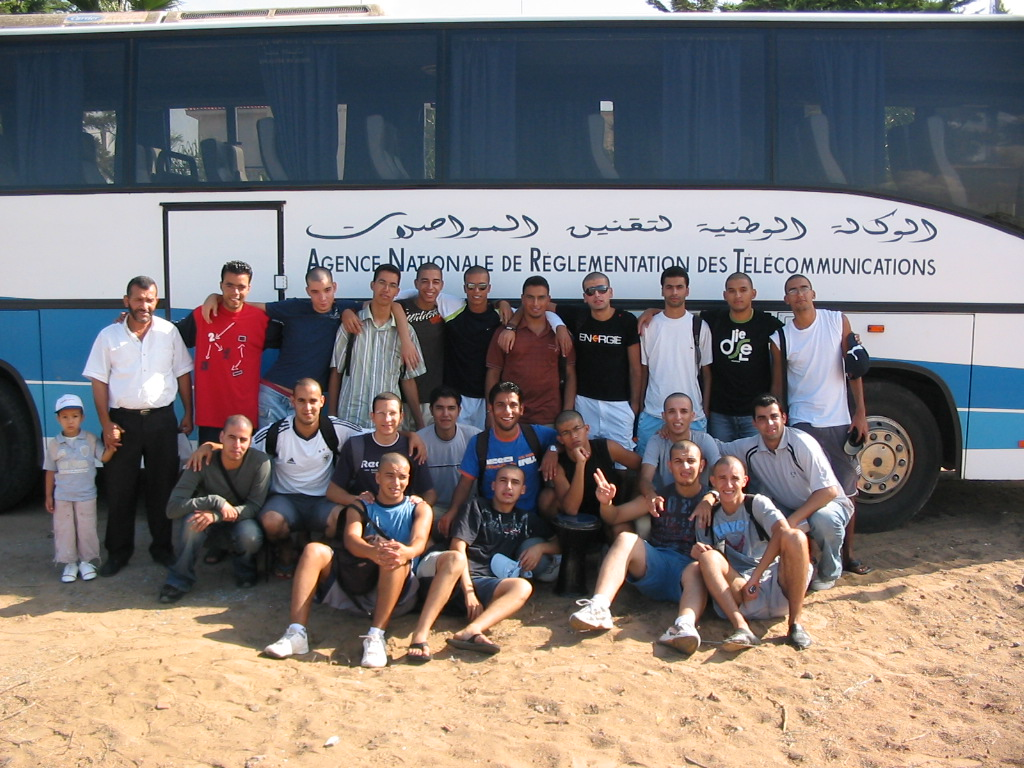
Excursion vers Tanger.

Lors de la remise des diplômes de la promotion de 2009, le directeur général de l'ANRT, Azzeddine El Mountassir Billah, a précisé que l'Agence œuvre à mettre en place le Soft Centre, un centre de développement logiciel, dont le démarrage est prévu pour la rentrée 2009 à l'INPT, avant son installation définitive sur le site de Casa Technopolis. Il a rappelé, durant la même cérémonie, que l'année universitaire 2009-2010 sera placée sous le label Qualité et que l'INPT engagera les démarches nécessaires à son accréditation par la 
Commission des titres d'ingénieurs française (CTI) pour renforcer sa visibilité aux échelles européennes et internationales.

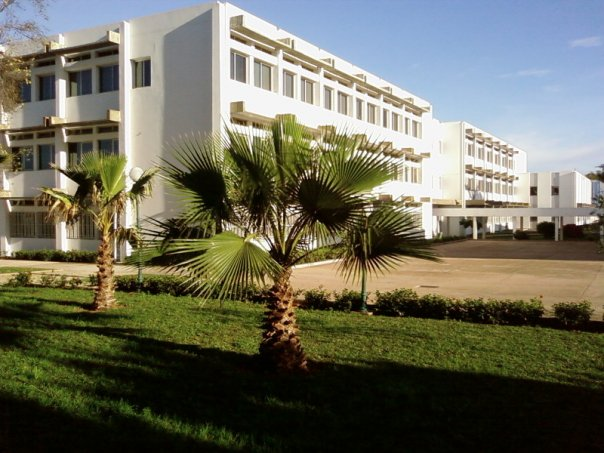
Labos de l'INPT.

## Coopération et partenariat
La coopération avec les écoles, les universités, les opérateurs et les équipementiers du secteur des télécommunications constitue un axe central de la politique de l'INPT en matière de formation et de recherche.
L'Institut a veillé à ce que cette politique soit suffisamment diversifiée et élargie. C'est dans ce cadre que l'INPT a conclu des conventions de partenariat et de coopération avec les principaux exploitants et les établissements de formation-recherche du secteur des technologies de l'information.

## Anciens élèves
- Younes Sekkouri, ministre de l'inclusion économique, de la petite entreprise, de l'emploi et des compétences.
- Mohand Laenser, ancien ministre de l'Intérieur marocain, et ancien président du conseil régional de la région de Fès-Meknès.
- Abdelaziz El Omari, ancien maire de Casablanca.
- Bouchra Baibanou, alpiniste marocaine, première Marocaine à avoir gravi l'Everest en 2017, et la première personne au Maroc à gravir les sept sommets.